# Giuseppe La Puma
Giuseppe La Puma (San Giuseppe Jato, 1870 – Chicago, 1940) è stato un baritono e basso buffo italiano.
Soprannominato Peppino, durante la sua carriera ha potuto calcare palchi sia sul territorio nazionale che all'estero.

## Biografia
Giuseppe La Puma nasce a San Giuseppe Jato, vicino a Palermo, nel 1870, dove studia anche insieme all'educatore Antonio Cancelli. Debutta nel 1894 nella sua città natale, dove è Malatesta in Don Pasquale che interpreterà anche successivamente.
Dopo altre interpretazioni nella regione dell'allora Regno d'Italia, tra il 1888 e il 1889 è al Teatro La Fenice con Samson et Dalila come Sacerdote e come Amonasro in Aida. Nel 1900 è alla prima di Cenerentola dove è Nasturzio alla Fenice di Venezia. L'anno successivo debutta al Teatro Opera di Buenos Aires.
Nel 1908 è al Teatro Colón di Buenos Aires con Aurora come Raimundo, con grande successo dell'opera.  Il 2 giugno 1911 prende parte alla prima di Isabeau dove è Cornelius al Teatro Coliseo della capitale argentina, con la direzione dello stesso autore dell'opera, Pietro Mascagni. Nel 1912 Il teatro illustrato scrive sulla vita di La Puma con riguardi particolari alla carriera e al successo del baritono.  Durante la sua permanenza in Colombia a Bogotà, nel 1917, rimane coinvolto in un terremoto, riuscendosi a salvare.
Dagli anni 1920 trasloca negli Stati Uniti. Nel 1925 è Don Bartolo ne Il barbiere di Siviglia all'Academy of Music di Filadelfia, ruolo che aveva già intrapreso varie volte in Argentina, Uruguay, Italia, Cuba e in altre località statunitensi. Nel 1928 crea il "La Puma Opera Workshop" che dirige fino alla sua morte. Nel 1930 si ritira dalle scene, dedicandosi all'insegnamento. Muore a Chicago nel 1940. Il workshop viene poi sostenuto dalla figlia Josephine.

## Incisioni
Tra il 1903 e il 1914 circa risultano alcune incisioni da parte di La Puma per varie case discografiche tra cui la G&T a Milano, Fonotipia, Zonophone a New York, American Record Company, Odeon e Columbia, collaborando anche con artisti come Alfredo Brondi, Emma Longhi e Giovanna Lucaszewska.

## Vita privata
Giuseppe La Puma ha una figlia di nome Giuseppina La Puma (poi cambiato in Josephine). Quest'ultima nel 1933 si trasferisce a New York insieme alla figlia, nipote di Giuseppe, dal nome Alberta Masiello (1915-1990), assistente alla conduzione e insegnante di opera al Metropolitan Opera House.

## Repertorio
| Ruolo/i                                     | Titolo                             | Autore       |
| ------------------------------------------- | ---------------------------------- | ------------ |
| Malatesta                                   | Don Pasquale                       | Donizetti    |
| Carlo/Melitone                              | La forza del destino               | Verdi        |
| Cola/Malìa                                  | Malìa                              | Frontini     |
| Rockburg                                    | Fra Diavolo                        | Auber        |
| Enrico/Raimondo                             | Lucia di Lammermoor                | Donizetti    |
| Charazon                                    | Papà Martin                        | Cagnoni      |
| Don Antonio                                 | Mariedda                           | Bucceri      |
| Germont                                     | La traviata                        | Verdi        |
| Conte                                       | Il trovatore                       | Verdi        |
| Silvio/Tonio                                | Pagliacci                          | Leoncavallo  |
| Rodolfo                                     | La sonnambula                      | Bellini      |
| Lescaut/Geronte                             | Manon Lescaut                      | Puccini      |
| Doge                                        | I due Foscari                      | Verdi        |
| Valentino                                   | Faust                              | Gounod       |
| Rigoletto/Monterone                         | Rigoletto                          | Verdi        |
| Araldo/Tetralmondo                          | Lohengrin                          | Wagner       |
| Barnaba                                     | La Giocanda                        | Ponchielli   |
| Alberico                                    | Il crepuscolo degli dei            | Wagner       |
|                                             | La trasfigurazione di Cristo       | Perosi       |
| Sacerdote                                   | Samson et Dalila                   | Saint-Saëns  |
| Amonasro/Re                                 | Aida                               | Verdi        |
| Escamillo/Dancairo                          | Carmen                             | Bizet        |
| Cristo                                      | La resurrezione di Cristo          | Perosi       |
| Rodolfo/Marcello/Schaunard/Benoit/Alcindoro | La bohème                          | Leoncavallo  |
| Colonnello Soranzo                          | Il cantico dei cantici             | E. Ferrari   |
| Sacerdote                                   | Samson et Dalila                   | Saint-Saëns  |
| Gerard                                      | Andrea Chénier                     | Giordano     |
| Faliero                                     | Tartini o il Trillo del Diavolo    | Falchi       |
| Nasturzio                                   | Cenerentola                        | Wolf-Ferrari |
| Nelusko                                     | L'africana                         | Meywebeer    |
|                                             | Oratorio                           | Perosi       |
| Storico                                     | Il Natale del Redentore            | Perosi       |
| Cristo                                      | La risurrezione di Lazzaro         | Perosi       |
| Jago                                        | Otello                             | Shakespeare  |
| McGregor                                    | Guglielmo Ratcliff                 | Mascagni     |
| Merlier                                     | L'assalto al mulino                | Breneau      |
| Wotan                                       | La Valchiria                       | Wagner       |
|                                             | Sigfrido                           | Wagner       |
| Wolframio                                   | Tannhäuser                         | Wagner       |
| Kurvenaldo                                  | Tristano e Isotta                  | Wagner       |
| Renato                                      | Un ballo in maschera               | Verdi        |
| Severo                                      | Poliuto                            | Donizetti    |
|                                             | Cristoforo Colombo                 | Franchetti   |
|                                             | Giovanna di Napoli                 | J. Maneu     |
| Nevers                                      | Gli ugonotti                       | Meyerbeer    |
| Scarpia/Sagrestano                          | Tosca                              | Puccini      |
|                                             | L'entrata di Cristo in Gerusalemme | Perosi       |
| Sallustio                                   | Ruy Blas                           | Hugo         |
|                                             | Mirandolina                        | Lozzi        |
| Kyoto                                       | Iris                               | Mascagni     |
| David                                       | David                              | E. Rivalta   |
| Alfio                                       | Cavalleria rusticana               | Mascagni     |
| Leone                                       | Nel sempione                       | Costantino   |
| Zurga                                       | I pescatori di perle               | Bizet        |
| Guillot/Lescaut                             | Manon                              | Massenet     |
| Cascart                                     | Zazà                               | Leoncavallo  |
| Figaro/Don Bartolo/Fiorello                 | Il barbiere di Siviglia            | Rossini      |
|                                             | Chatterton                         | Leoncavallo  |
| Riccardo                                    | I puritani                         | Bellini      |
| Tebaldo                                     | Romeo e Giulietta                  | Gounod       |
| Pietro                                      | Hänsel e Gretel                    | Humperdinck  |
| Gleby                                       | Siberia                            | Giordano     |
| Giacomo                                     | Jana                               | Virgilio     |
| Sharpless/Yamadori                          | Madama Butterfly                   | Puccini      |
| Hoel                                        | Dinorah                            | Meywebeer    |
| Alfonso                                     | La favorita                        | Donizetti    |
| Capitano/Raimondo                           | Aurora                             | Panizza      |
| Bardo                                       | Gloria                             | Cilea        |
| Dulcamara                                   | L'elisir d'amore                   | Donizetti    |
| David                                       | L'amico Fritz                      | Mascagni     |
| Carlo                                       | Ernani                             | Verdi        |
| Taddeo                                      | L'italiana in Algeri               | Rossini      |
| Faidit/Cornelius/Araldo                     | Isabeau                            | Mascagni     |
| Lelio                                       | Le donne curiose                   | Wolf-Ferrari |
|                                             | I promessi sposi                   | Petrella     |
| Robinson                                    | Il matrimonio segreto              | Cimarosa     |
|                                             | I dispettosi amanti                | G. Luporini  |
| Marchese                                    | Linda di Chamounix                 | Donizetti    |
|                                             | Amleto                             | Shakespeare  |
| Guercio                                     | Juana                              | Pedrollo     |
| Tristano                                    | Martha                             | Flotow       |

## Discografia
- 1903 - La croce dei demoni
- 1903 - All'erta, marinar
- 1903 - Adamastor
- 1903 - Abba Pater
- 1903 - Con voi ber
- 1903 - Dio sperda la perfida
- 1903 - Nostra sorte
- 1903 - Figlia di reggi
- 1903 - O Bramah
- 1903 - Senza tetto
- 1903 - Aria delle rose
- 1903 - Canzone della pulce
- 1903 - La folgare
- 1903 - Per me ora fatale
- 1903 - Azzurro occhio do cielo
- 1903 - Già l'ignea colonna
- 1903 - Era la notte (il sogno)
- 1903 - Finale del duetto (con Emma Longhi)
- 1903 - Alla vita
- 1903 - Dormite
- 1903 - Ballata di Sachs
- 1903 - Sei vendicata assai
- 1903 - Addio sublime
- 1903 - Urna fatale
- 1903 - Monologo
- 1903 - Io t'aspettero
- 1903 - Credo
- 1903 - Consecrazione
- 1903 - Unus ex unodecimo
- 1905/1906 - Eri tu
- 1905/1906 - Sei vendicata assai
- 1905/1906 - Largo al factotum
- 1905/1906 - O dei verd'anni miei
- 1905/1906 - Un dì m'era di gioia
- 1905/1906 - Dio possente
- 1905/1906 - O tu bell'astro
- 1905/1906 - Pari siamo
- 1905/1906 - Zazà, piccola zingara
- 1905/1906 - Pescator affonda l'esca
- 1905/1906 - Cruda funesta smania
- 1905/1906 - Sogno
- 1905/1906 - O sommo Carlo
- 1905/1906 - Alla vita che t'arride
- 1905/1906 - Solenne in quest'ora (con Ernesto Colli)
- 1905/1906 - Del tempio al limitar (con Ernesto Colli)
- 1905/1906 - Ho n ome Escamillo (con Ernesto Colli)
- 1905/1906 - Le minacce
- 1908 - Quando alle soglie paterne (con Giovanna Lucaszewska)
- 1908 - Vendetta avrò (con Giovanna Lucaszewska)
- 1908 - Ah, l'alto ardor (con Giovanna Lucaszewska)
- 1908? - Del mondo i disinganni (con Alfredo Brondi)
- 1908? - Voi dovreste traverstirvi (con Pietro Lara)
- 1908? - Numero quindici (con Pietro Lara)
- 1914? - Udite tutti
- 1914? - Se finto in corpo avete (con Luigi Manfrini)